# 신오미야역
신오미야역(일본어: 新大宮駅)은 일본 나라현 나라시에 위치한 긴키 닛폰 철도 나라 선의 철도역이다. 역 번호는 A 27이며, 상대식 승강장 2면 2선의 구조를 갖춘 지상역이다.

## 타는 곳
| 1 | A 나라 선      | 하행           | A 나라 방면                                                      |
| 2 | A 나라 선      | 상행           | A 야마토사이다이지 · 오사카난바 · 아마가사키 · 고베산노미야 방면 |
| 2 | B 교토 선 직통 | B 교토 선 직통 | B 교토 · 가시하라진구마에 방면                                   |

## 이용 현황
| 연도   | 특정일 | 특정일      | 1일 평균 승차 인원 |
| 연도   | 조사일 | 승하차 인원 | 1일 평균 승차 인원 |
| ------ | ------ | ----------- | ------------------ |
| 1995년 | -      | -           | 12,806             |
| 1996년 | -      | -           | 12,730             |
| 1997년 | -      | -           | 12,409             |
| 1998년 | -      | -           | 12,310             |
| 1999년 | -      | -           | 12,101             |
| 2000년 | -      | -           | 12,367             |
| 2001년 | -      | -           | 12,116             |
| 2002년 | -      | -           | 12,187             |
| 2003년 | -      | -           | 12,912             |
| 2004년 | -      | -           | 12,730             |
| 2005년 | 11/8   | 29,097      | 12,913             |
| 2006년 | -      | -           | 13,013             |
| 2007년 | -      | -           | 13,134             |
| 2008년 | 11/18  | 28,866      | 13,186             |
| 2009년 | -      | -           | 13,109             |
| 2010년 | 11/9   | 29,322      | 13,258             |
| 2011년 | -      | -           | 13,168             |
| 2012년 | 11/13  | 28,670      | 13,087             |
| 2013년 | -      | -           | 13,424             |
| 2014년 | -      | -           | 13,407             |
| 2015년 | 11/10  | 29,375      | 13,677             |

## 역 주변
- 국도 제24호선 · 국도 제369호선
- 나라 시청
- 일본 항공자위대 간부후보생 학교 (나라 기지)
- 일본 국토교통성 나라 국도사무소
- 헤이조 궁 터
- 사호 강
- 나라 현립 도서 정보관
- 나라 시립 미술관
- 마이니치 신문 나라 지국

## 인접 역
| 긴키 닛폰 철도 나라 선             | 긴키 닛폰 철도 나라 선 | 긴키 닛폰 철도 나라 선         |
| ---------------------------------- | ---------------------- | ------------------------------ |
| A26 B26 야마토사이다이지 후세 방면 | A 나라 선              | 긴테쓰나라 A28 긴테쓰나라 방면 |